# Scopula oliveta
Scopula oliveta là một loài bướm đêm trong họ Geometridae.